# Rhabdomastix (Rhabdomastix) monilicornis
Rhabdomastix (Rhabdomastix) monilicornis is een tweevleugelige uit de familie steltmuggen (Limoniidae). De soort komt voor in het Australaziatisch gebied.